# Línea 179 (MetroBus Valencia)
La línea 179 de la red de autobuses metropolitanos de Valencia (MetroBus) unía Paiporta con Albal.

## Características
Esta línea une el municipio de Paiporta con Benetúser, Alfafar, Masanasa, Catarroja y Albal, en un trayecto de 35 minutos de duración.
Fue suprimida el 21 de febrero de 2025, siendo absorbida por las líneas 186A y 186B.
La línea mantiene los mismos horarios todo el año (exceptuando las vísperas de festivo y festivos de Navidad), tan sólo operando de lunes a viernes laborables. No presta servicio sábados, domingos y festivos.
Es operada por Autocares Herca.

## Horarios
Los horarios que no sean cabecera son aproximados.
| Lunes a viernes laborables  |         |           |       |           |         |          |
| Paiporta > Albal > Paiporta |         |           |       |           |         |          |
| Paiporta                    | Alfafar | Catarroja | Albal | Catarroja | Alfafar | Paiporta |
|                             |         |           | 05:25 | 05:32     | 05:42   | 06:00    |
| 06:00                       | 06:15   | 06:23     | 06:35 | 06:42     | 06:52   | 07:10    |
| 07:10                       | 07:25   | 07:33     | 07:45 | 07:52     | 08:02   | 08:20    |
| 08:20                       | 08:35   | 08:43     | 08:55 | 09:02     | 09:12   | 09:30    |
| 09:30                       | 09:45   | 09:53     | 10:05 | 10:12     | 10:22   | 10:40    |
| 10:40                       | 10:55   | 11:03     | 11:15 | 11:22     | 11:32   | 11:50    |
| 11:50                       | 12:05   | 12:13     | 12:25 | 12:32     | 12:42   | 13:00    |
| 13:00                       | 13:15   | 13:23     | 13:35 | 13:42     | 13:52   | 14:10    |
| 14:10                       | 14:25   | 14:33     | 14:45 | 14:52     | 15:02   | 15:20    |
| 15:20                       | 15:35   | 15:43     | 15:55 | 16:02     | 16:12   | 16:30    |
| 16:30                       | 16:45   | 16:53     | 17:05 | 17:12     | 17:22   | 17:40    |
| 17:40                       | 17:55   | 18:03     | 18:15 | 18:22     | 18:32   | 18:50    |
| 18:50                       | 19:05   | 19:13     | 19:25 | 19:32     | 19:42   | 20:00    |
| 20:00                       | 20:15   | 20:23     | 20:35 | 20:42     | 20:52   | 21:10    |
| 21:10                       | 21:25   | 21:33     | 21:45 | 21:52     | 22:02   | 22:20    |
| 22:20                       | 22:35   | 22:43     | 22:55 |           |         |          |

## Recorrido y paradas

### Sentido Albal
| Denominación             | Líneas de la parada | Municipio |
| ------------------------ | ------------------- | --------- |
| Francesc Ciscar 4        | 179                 | Paiporta  |
| Valencia 34              | 179                 | Paiporta  |
| Real de Madrid 144       | 179 180 181 182     | Valencia  |
| Camí Nou 44              | 179 180 181 182     | Benetúser |
| Camí Nou 108             | 179 180 181 182     | Benetúser |
| Camí Nou 138             | 179 180 181 182     | Benetúser |
| Torrent 20 - Parc        | 179 180 181 182     | Alfafar   |
| Blasco Ibañez 131        | 179 180 181 182     | Masanasa  |
| Blasco Ibañez 59         | 179 180 181 182     | Masanasa  |
| Ramón y Cajal 81         | 179 180 181 182     | Catarroja |
| Ramón y Cajal 7          | 179 180 181 182     | Catarroja |
| Camí Reial 38            | 179 180 181 182     | Catarroja |
| Camí Reial 114           | 179 180 181 182     | Catarroja |
| Hernández Lázaro 3       | 179 180             | Albal     |
| Hernández Lázaro 172     | 179 180             | Albal     |
| Hernández Lázaro 96      | 179 180             | Albal     |
| Santa Ana 79             | 179 180             | Albal     |
| Santa Ana 39             | 179 180             | Albal     |
| Ayto. - Pl. del Jardí 22 | 179 180             | Albal     |
| Cortes Valencianas 32    | 179 180             | Albal     |

### Sentido Paiporta
| Denominación           | Líneas de la parada | Municipio |
| ---------------------- | ------------------- | --------- |
| Cortes Valencianas 32  | 179 180             | Albal     |
| Cortes Valencianas 92  | 179 180             | Albal     |
| Padre Carlos Ferris 77 | 179 180 181 182     | Albal     |
| Padre Carlos Ferris 31 | 179 180 181 182     | Albal     |
| Camí Reial 131         | 179 180 181 182     | Catarroja |
| Camí Reial 43          | 179 180 181 182     | Catarroja |
| Camí Reial 5           | 179 180 181 182     | Catarroja |
| Ramón y Cajal 66       | 179 180 181 182     | Catarroja |
| Blasco Ibañez 44       | 179 180 181 182     | Masanasa  |
| Blasco Ibañez 116      | 179 180 181 182     | Masanasa  |
| Torrent frente 16      | 179 180 181 182     | Alfafar   |
| Camí Nou 121           | 179 180 181 182     | Benetúser |
| Camí Nou 97            | 179 180 181 182     | Benetúser |
| Camí Nou 27            | 179 180 181 182     | Benetúser |
| Menéndez Pelayo 9      | 179 180 181 182     | Benetúser |
| Valencia frente 34     | 179                 | Paiporta  |
| Francesc Ciscar 1      | 179                 | Paiporta  |
| Francesc Ciscar 4      | 179                 | Paiporta  |